# Liste von Söhnen und Töchtern der Stadt Wichita (Kansas)
Dies ist eine Liste bekannter Persönlichkeiten, die in der US-amerikanischen Stadt Wichita (Kansas) geboren wurden. Die Liste erhebt keinen Anspruch auf Vollständigkeit.

## 19. Jahrhundert
- Sam McDaniel (1886–1962), Schauspieler
- Les C. Copeland (1887–1942), Pianist und Komponist[1]
- Bessie Callender (1889–1951), Bildhauerin
- Marc Larimer (1890–1919), Fechter[2]
- Etta McDaniel (1890–1946), Schauspielerin[3]
- Earl Browder (1891–1973), Politiker, Präsidentschaftskandidat und Führer der Kommunistischen Partei der USA
- John Wesley Carroll (1892–1959), Maler und Lithograph
- Hattie McDaniel (1893–1952), Schauspielerin
- Clarence Pinkston (1900–1961), Turmspringer

## 20. Jahrhundert

### 1901–1940

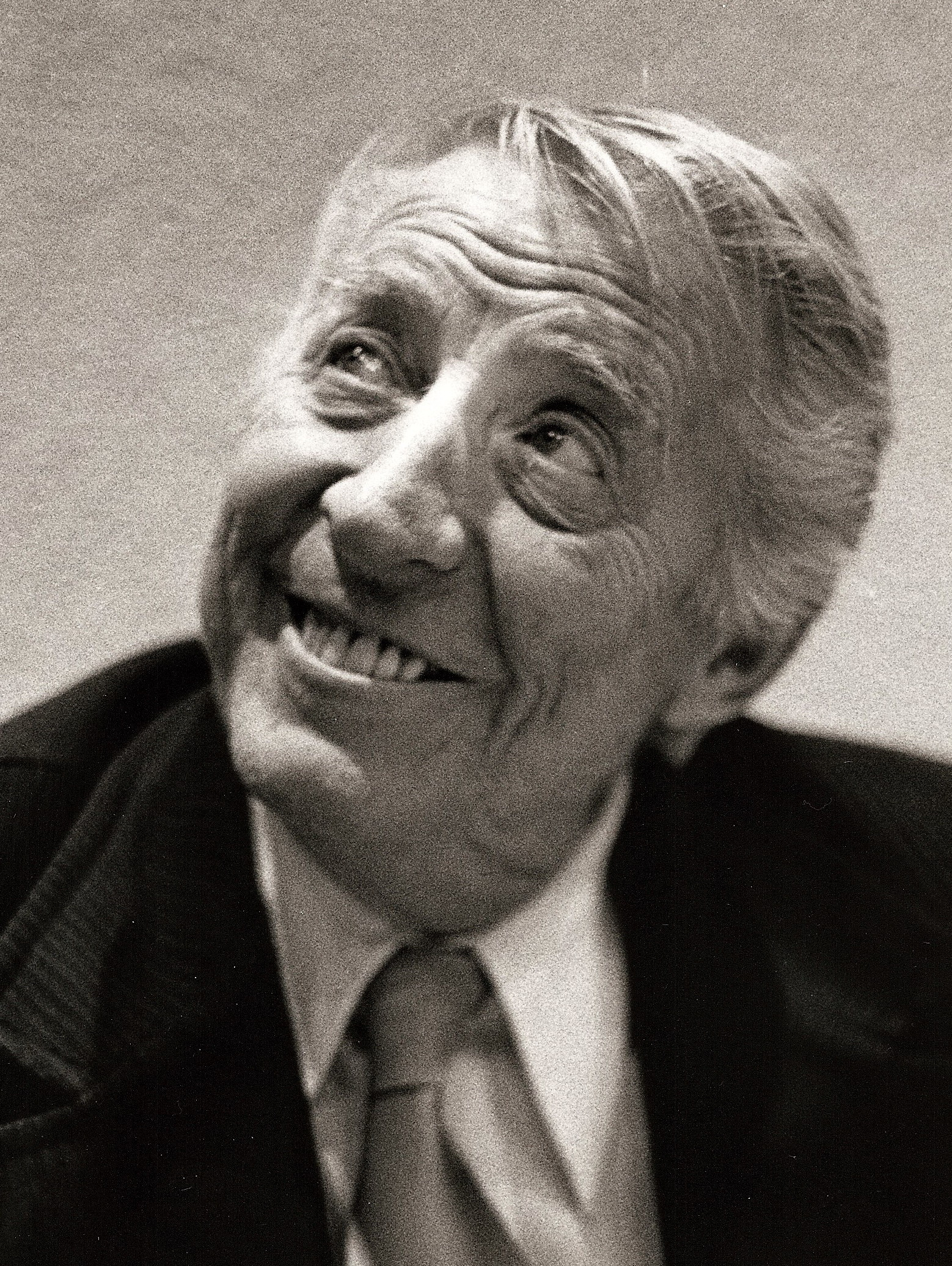
Stan Kenton
(1911–1979)

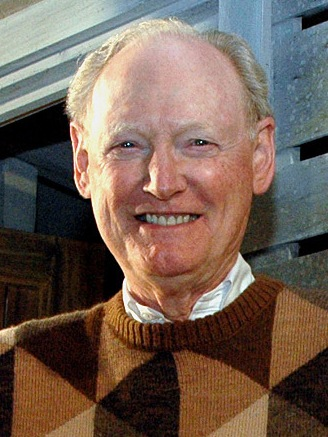
Kirke Mechem
(* 1925)

- Stan Kenton (1911–1979), Jazzmusiker und Bandleader
- Hal John Norman (1911–2011), Schauspieler, Moderator und Hörspielsprecher
- John C. Woods (1911–1950), Master Sergeant und Henker der 3. US-Armee
- W. Eugene Smith (1918–1978), Fotograf
- Robert Whittaker (1920–1980), Botaniker, Klimatologe und Universitätsprofessor
- Ray Sims (1921–2000), Jazz-Posaunist
- James Franklin Battin (1925–1996), Jurist und Politiker
- William McGonagle (1925–1999), Kapitän der Navy, ausgezeichnet mit der Medal of Honor
- Kirke Mechem (* 1925), Komponist
- Marvin Rainwater (1925–2013), Country- und Rockabilly-Sänger und -Songschreiber
- James Reeb (1927–1965), unitarischer Theologe und Bürgerrechtsaktivist
- Vernon L. Smith (* 1927), gilt als der bedeutendste Vertreter der experimentellen Kapitalmarktforschung
- June Bacon-Bercey (1928–2019), Meteorologin
- Danford B. Greene (1928–2015), Filmeditor
- Marilyn Maye (* 1928), Sängerin und Schauspielerin[4]
- Betty Dodson (1929–2020), Sexualaufklärerin und Autorin
- Mary Catherine Bishop Weiss (1930–1966), Mathematikerin und Hochschullehrerin
- Arlen Specter (1930–2012), Senator für Pennsylvania
- Barbara Uehling (1932–2020), Psychologin, Hochschullehrerin und Universitätspräsidentin
- Jim Lehrer (1934–2020), Journalist und Nachrichtensprecher
- Charles G. Koch (* 1935), Geschäftsmann und CEO Koch Industries
- Leon Van Speybroeck (1935–2002), Physiker
- Paul V. Dugan (* 1939), Politiker
- Michael Jarboe Sheehan (1939–2023), römisch-katholischer Geistlicher und Erzbischof von Santa Fe
- David H. Koch (1940–2019), Geschäftsmann

### 1941–1960

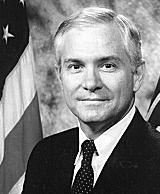
Robert Gates
(* 1943)

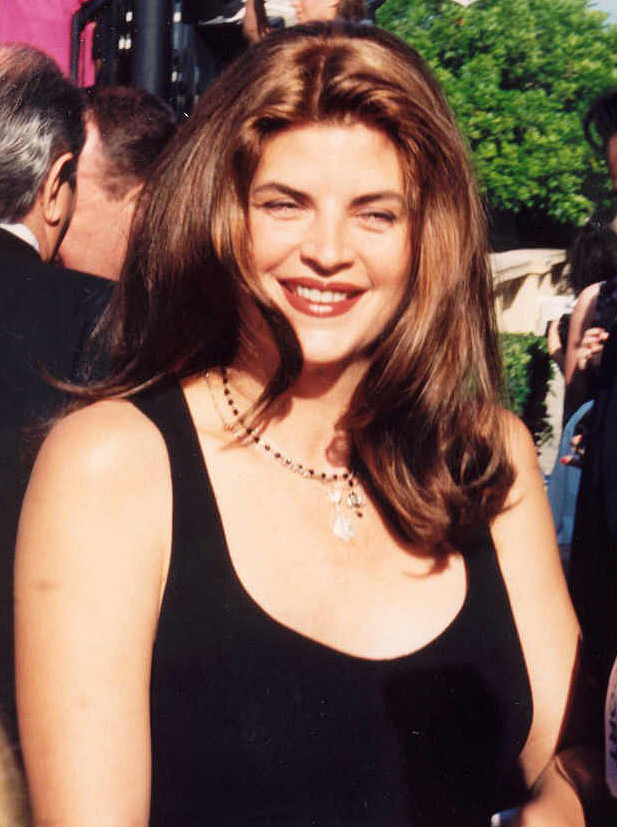
Kirstie Alley
(1951–2022)

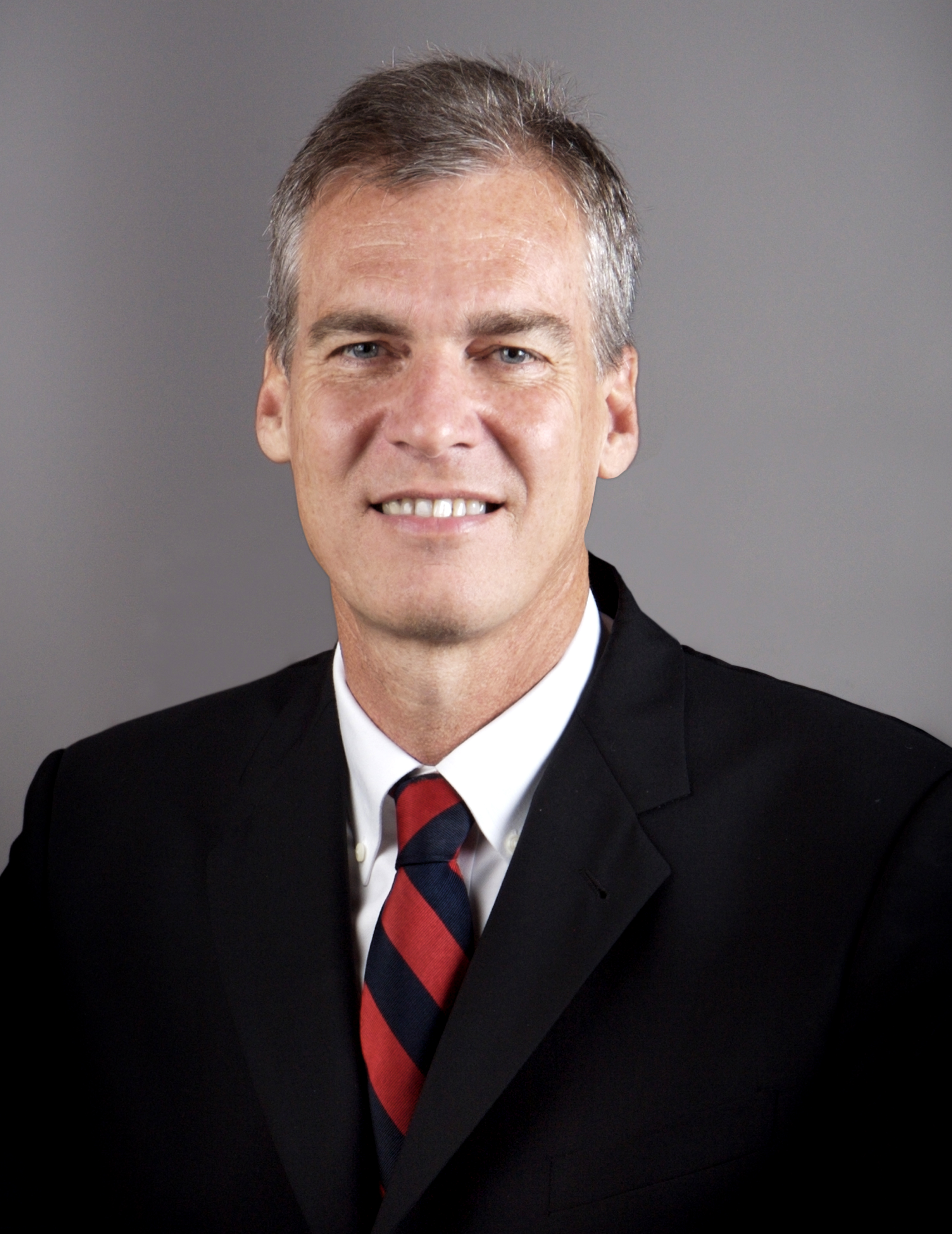
Mark Parkinson
(* 1957)

- Diane Bish (* 1941), Organistin und Komponistin
- Christopher Connelly (1941–1988), Schauspieler
- George Tiller (1941–2009), Mediziner
- Stephen Yenser (* 1941), Autor
- Robert Ballard (* 1942), Schriftsteller und Tiefsee-Wissenschaftler
- Ann Dunham (1942–1995), Anthropologin; Mutter von Barack Obama
- Laurel Goodwin (1942–2022), Schauspielerin
- Terry Allen (* 1943), Country-Songwriter und Sänger
- James Baumgartner (1943–2011), Mathematiker
- Robert Gates (* 1943), Politiker und ehemaliger Verteidigungsminister der USA
- Jeffrey L. Kimball (* 1943), Kameramann
- Gale Sayers (1943–2020), American-Football-Spieler
- John W. Dawson (* 1944), mathematischer Logiker und Mathematikhistoriker
- Alan Fudge (1944–2011), Schauspieler
- Dan Glickman (* 1944), Politiker
- Riney Lochmann (* 1944), Basketballspieler[5]
- Jim Ryun (* 1947), Politiker und ehemaliger Leichtathlet
- Joe Walsh (* 1947), Rockmusiker und Gitarrist (The Eagles)
- Ron Wyden (* 1949), Politiker
- Philip Gavitt (1950–2020), Mittelalterhistoriker
- Kirstie Alley (1951–2022), Schauspielerin
- John Matthews (* 1951), Ruderer[6]
- Rick Mears (* 1951), Automobilrennfahrer
- Tom Otterness (* 1952), Bildhauer
- Gordon Stout (* 1952), Schlagwerker und Komponist
- Jo Andres (1954–2019), Filmregisseurin, -produzentin und Choreografin[7]
- Gordon Goodwin (* 1954), Jazzmusiker und Grammy-Preisträger
- Gale Norton (* 1954), Politikerin
- Marc Waldie (* 1955), Volleyballspieler[8]
- Al Corley (* 1956), Schauspieler, Produzent und Sänger
- Mark Parkinson (* 1957), Politiker
- Mark Shelton (1957–2018), Heavy-Metal-Musiker[9]
- Sharon Shinn (* 1957), Schriftstellerin im Science-Fiction- und Fantasy-Genre
- Chris Buck (* 1958), Regisseur, Drehbuchautor, Animator und Oscarpreisträger
- Calvin Joseph Johnson (* 1958), Stuntman und Schauspieler
- Ellery Eskelin (* 1959), Tenorsaxophonist, Komponist und Bandleader
- Lynette Woodard (* 1959), Basketballspielerin
- Neal Jones (* 1960), Schauspieler

### 1961–2000

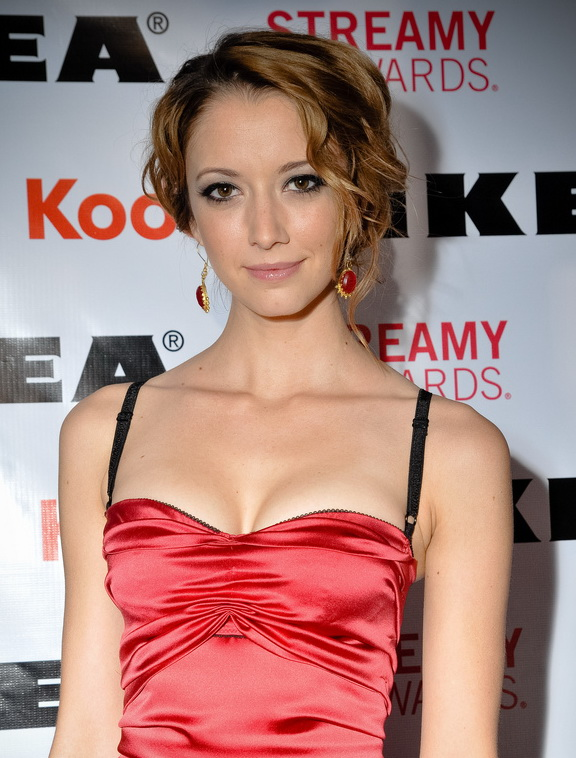
Taryn Southern
(* 1986)

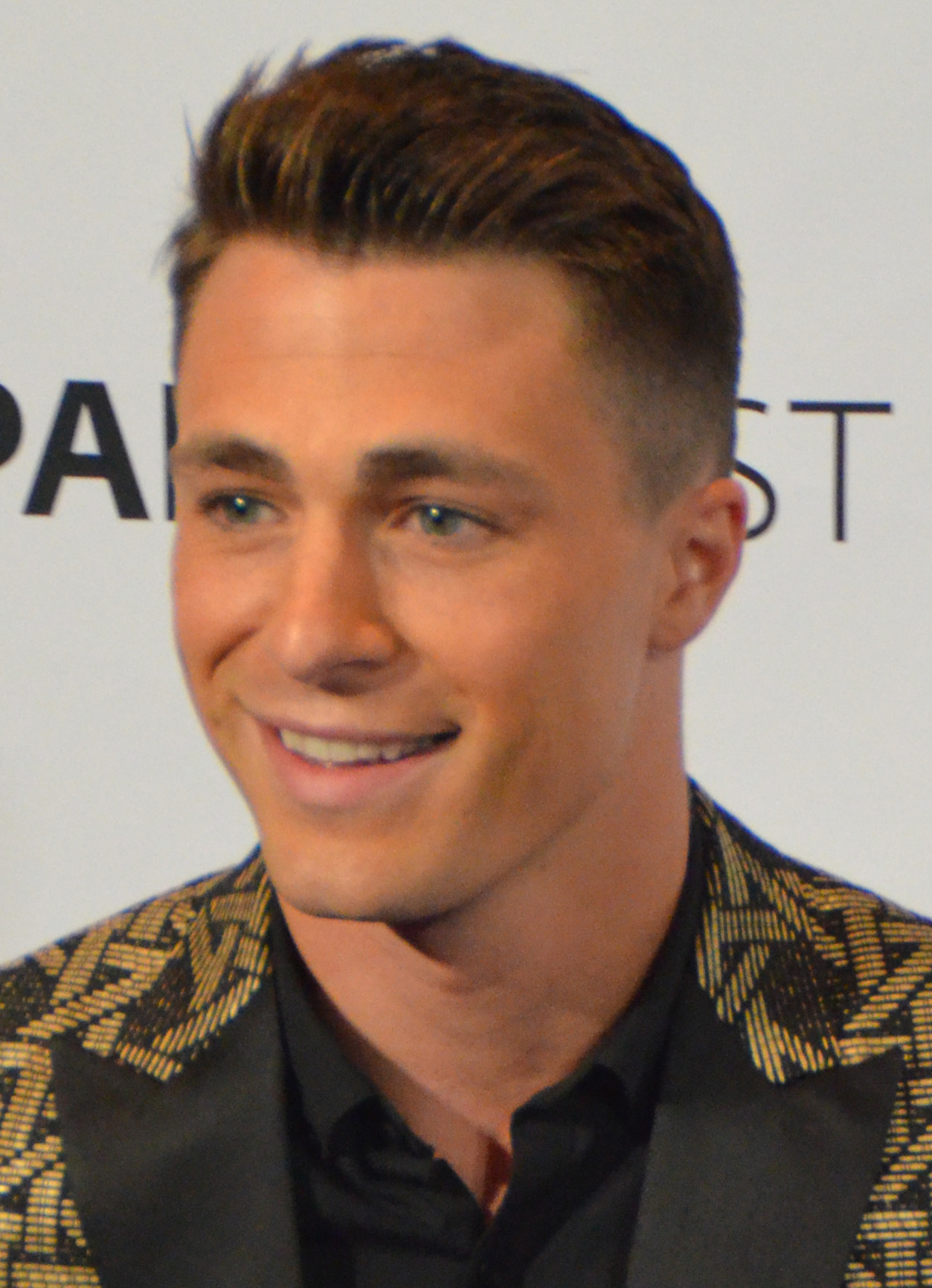
Colton Haynes
(* 1988)

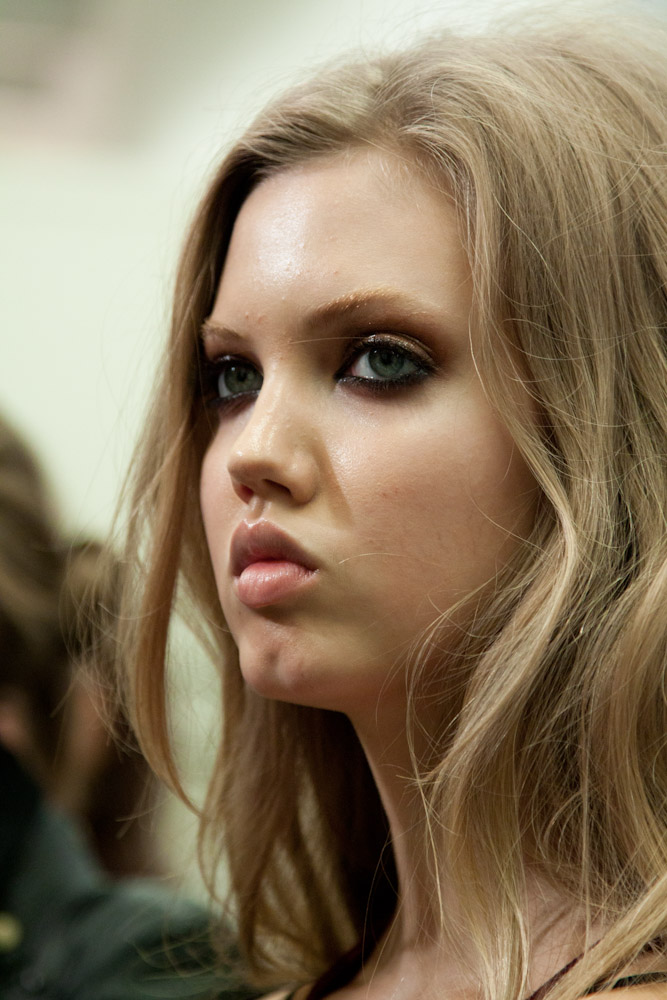
Lindsey Wixson
(* 1994)

- Lisa Neuburger (* 1965), Seglerin von den Amerikanischen Jungferninseln[10]
- David Rees Snell (* 1966), Schauspieler
- Shawn McKnight (* 1968), römisch-katholischer Geistlicher, Erzbischof von Kansas City
- Barry Sanders (* 1968), American-Football-Spieler
- Darren Dreifort (* 1972), Baseballspieler[11]
- Brandon Steven (* 1973), Unternehmer und Pokerspieler
- Dawn Buth (* 1976), Tennisspielerin[12]
- Brian Moorman (* 1976), American-Football-Spieler
- Tara Snyder (* 1977), Tennisspielerin
- Maurice Evans (* 1978), Basketballspieler[13]
- Korleone Young (* 1978), Basketballspieler[14]
- Nick Taylor (* 1979), Rollstuhltennisspieler
- Tamara Feldman (* 1980), Schauspielerin
- Natasha Rothwell (* 1980), Schauspielerin und Drehbuchautorin
- Eric Harris (1981–1999), Amokläufer an einer Schule
- Taj Gray (* 1984), Basketballspieler[15]
- Caroline Bruce (* 1986), Schwimmerin[16]
- Taryn Southern (* 1986), Sängerin, Model und Internetstar
- Colton Haynes (* 1988), Model, Schauspieler
- Ryan Schraeder (* 1988), American-Football-Spieler
- Logan Watkins (* 1989), Baseballspieler[17]
- Quincy Diggs (* 1990), Basketballspieler
- Kendall Schmidt (* 1990), Schauspieler und Sänger
- Bryce Brown (* 1991), American-Football-Spieler
- Caroline Kastor (* 1991), Fußballspielerin
- Tiffany Bias (* 1992), Basketballspielerin[18]
- Perry Ellis (* 1993), Basketballspieler[19]
- Lindsey Wixson (* 1994), Fotomodell[20][21]
- Nico Hernández (* 1996), Boxer
- Jimmy Donaldson (* 1998), (MrBeast) Geschäftsmann und Influencer
- Casey Ratzlaff (* 1998), Rollstuhltennisspieler

## 21. Jahrhundert
- Gradey Dick (* 2003), Basketballspieler